# Paul Ehrenberg
Paul Ehrenberg   (Dresden, 8 d'agost de 1876 - Hof, 14 d'octubre de 1949) fou un violinista, pintor impressionista alemany, germà del compositor Carl Ehrenberg i mig germà de Hilde Distel.
Alumne del pintor Heinrich von Zügel, fou membre del "Luitpoldsgruppe" i del "Künstlergenossenschaft". La seva obra, exposada a nombroses exposicions a Múnic, inclou retrats, natures mortes, paisatges i pintures per a animals. Es va casar amb la pintora Lilly Teufel.
Ehrenberg també va ser un excel·lent violinista, i va tocar sovint música de cambra amb el seu amic Thomas Mann. A partir de l'evidència de les cartes i diaris de Thomas, el jove escriptor estava fortament infatuat amb Ehrenberg i els dos van mantenir una intensa relació personal que va durar des del 1899 fins al voltant del 1904. Diversos personatges de l'obra literària de Mann es basen en ell.
Encara a la vellesa aquesta amistat, amb el seu homoerotisme insatisfet, continuarà sent considerada per Mann com "l'experiència emocional central dels meus 25 anys", segons s'indica als Diaris. És el model de Rudi Schwerdtfeger a la novel·la Doctor Faustus (1947).